# RCヴァンヌ
ラグビー・クラブ・ヴァンヌ（仏: Rugby Club Vannes）は、フランスのヴァンヌに本拠地を置くラグビーユニオンクラブである。スタジアムはスタッド・ドゥ・ラ・ラビンヌ。トップ14 (1部)に所属。

## 歴史
1950年創設。
2015-16シーズン後にフェデラル1から昇格して以降は、プロD2でプレーした。
2024年6月8日、プロD2・2023-24プレーオフ決勝を制して、トップ14初昇格を決めた。しかしトップ142024-25シーズンでは最下位に終わって、1年でプロD2に逆戻りとなった。

## タイトル
- フランス選手権プロD2（2部リーグ）
  - 優勝 1回（2023-24）

## スコッド
2024-25シーズンのスコッド（2024年10月現在）
| フッカー - テオ・ベジート(Théo Béziat) - シリル・ブランチャード(Cyril Blanchard) - パット・レアファ プロップ - チャーレスタイ・ブレゲ(Charlesty Berguet) - シモン・ボルゲオイス(Simon Borgeois) - フィル・ケイテ - トーマス・モウクロ(Thomas Moukoro) - パガ・タフィリ(Paga Tafili) - ヒューゴ・ジェディ(Hugo Djehi) - マコ・ヴニポラ - サンティアゴ・メドラノ ロック - ハミッシュ・バイン - アントン・ブレスラー - エリック・マークス(Eric Marks) - ファブライス・メッツ - クリスティアン・ファン・デル・メルヴァ(Christiaan van der Merwe) | フランカー/No.8 - ジュアン・バウティスタ・ぺデモンテ - カール・チャテアウ(Karl Chateau) - ジェアン・マウライス・デクッベー(Jean-Maurice Decubber) - ジョー・エドワーズ - フランシスコ・ゴッリッセン - シオネ・カラマフォニ - キティオネ・カミカミカ スクラムハーフ - アレクサンドレ・ゴウアウー(Alexandre Gouaux) - ジュレス・レ・バール(Jules Le Bail) - ミシェル・ルル フライハーフ - ティボー・デバエス - マクシム・ラファゲ(Maxime Lafage) - マッシモ・オルトラン(Massimo Ortolan) | センター - アレックス・アッラテ(Alex Arraté) - テオ・コストロッセクエ(Théo Costosséque) - ヨウエン・フロッチ(Youenn Floch) - サチャ・ヴァルレアウ - アンドレス・ビラセカ - タニ・ヴィリ ウイング - マーティン・アロンソ - テオ・バスターダイ(Théo Bastardie) - ロマリック・カモウ(Romaric Camou) - ポール・スラノ(Paul Surano) - フィリポ・ナコシ - サレシ・ラヤシ フルバック - グウェナエル・ドゥプレンネ(Gwenaël Duplenne) - イナキ・アヤルサ - フランシス・サイリ |
| | | |
| | | |

## 歴代所属選手
- シオネ・アンガアエランギ(トンガ代表)
- エリック・フライ(アメリカ代表)
- ニック・チヴェッタ(アメリカ代表)
- ロドリゴ・ブルーニ(アルゼンチン代表)
- ルディ・ペイジ(南アフリカ代表)
- ニック・アベンダノン(イングランド代表)
- ジョリス・モウラ(ポルトガル代表)
- ニコラス・フレイタス(ウルグアイ代表)
- ジョン・アフォア(ニュージーランド代表)
- マイルズ・エドワーズ